# Большой Шантар
Большо́й Шанта́р — самый крупный остров Шантарского архипелага. Вместе с другими островами архипелага с 1999 года входит в Государственный природный заказник «Шантарские острова». С 2013 года входит в образованный постановлением Правительства Российской Федерации Национальный парк «Шантарские острова».

## Население
На северо-восточном берегу губы Якшина была расположена гидрометеорологическая станция. Официально упразднена в 2024 году.

## Описание
Площадь — 1766 км². Протяжённость острова с севера на юг составляет 65 км, с запада на восток по 55-й параллели — около 47 км. Оконечностями на острове являются на севере мыс Северный (маяк) и востоке — мыс Северо-Восточный (между ними, в бухте Панкова — часовня), на юге — мыс Филиппа и западе — мыс Радужный (между ними, в бухте Якшина — метеостанция).
Есть два хребта: Сталинский (Центральный) и Восточный. Сталинский хребет в виде буквы «N» начинается у мыса Кусова (на восточном побережье) и тянется на северо-запад поперек острова. Хребет является водоразделом двух главных речных систем острова (низменность Приозерная) — южной и северной. Не доходя до середины западного побережья, Сталинский хребет распадается на две цепи. Одна из последних направляется на север (Северная цепь) и выходит к морю у мыса Северо-Западный, другая тянется к югу-западу (Западная цепь) и заканчивается мысом Радужным. На восточном побережье острова наиболее значительная цепь — хребет Восточный — тянется вдоль побережья на северо-восток, к мысу Северо-Восточный.
В северо-восточной части острова расположено озеро Большое, соединённое с морем узким проливом. В озеро впадает река Оленья с притоком Средним. В юго-западный берег острова глубоко вдаётся губа Якшина, в которую впадают две крупные реки: Большой Анаур и Якшина. Губа частично осыхает во время отлива.
Наивысшей точкой острова является гора Весёлая высотой 720 м. Другие вершины: г. Анаур (637 м), г. Сухая (586 м), г. Амука (565 м), г. Филиппа (532 м).
Большая часть острова покрыта хвойным лесом, основу которого составляют ель и лиственница. В южной части встречаются берёза и ольха. В озере Большом обитает два вида малоротых корюшек: малоротая морская (Hypomesus japonicus) и малоротая речная (H. olidus).

## Некоторые факты
- С 1930 года в бухте Якшина на острове Большой Шантар Акционерным Камчатским обществом (АКО) установлены жиротопки и утилизационный завод фирмы, которые в наше время ошибочно принимались за американское производство браконьеров на острове. То есть, это наследие не американских китобоев, а советского жиротопочного завода (котлы-казаны, мясорубка), локомобиль «Scheffel & Schiel» (Германия) для пилорамы, рельсы от кунгасного цеха. Американские на острове только кирпичи и кровельное железо — они были привезены на остров Большой Шантар крейсером «Лейтенант Дыдымов» из Владивостока.
- Остров упоминается в компьютерной игре Grand Theft Auto IV, как местоположение штаб-квартиры вымышленной программы Shitster.
- В советское время и до 1993 года на острове располагалась войсковая часть № 03226[11] — радиолокационная рота ПВО, для которой была оборудована грунтовая ВПП, принимавшая самолёты Ан-2[13][14]. В 2016 году в районе бывшей в/ч обнаружено около 2 тысяч металлических бочек и несколько единиц техники, подлежащих утилизации. В 2017—2019 гг. проводится очистка острова от крупногабаритного металлического мусора. Работы выполняет экологическое подразделение Восточного военного округа ВС России и 11-я армия ВВС и ПВО[15]. В 2020 местные власти предложили восстановить аэродром для развития туризма[14].
- В августе 2010 года в бухте Панкова установлен православный поклонный крест, место выбирали и устанавливали крест путешественники Федор Конюхов и Игорь Ольховский. Православный крест на этом месте стоял и до 1830 года[16].
- В 2012 году в бухте Панкова, силами комитета «Спасение Шантарских островов» (Хабаровск, председатель Геннадий Басюк) и общественного Совета по изучению и сохранению исторического наследия российского Дальнего Востока при Хабаровском ВООПИиК, привлекая путешественников, в частности, Игоря Ольховского и Федора Конюхова[17], (помогал строить министр культуры Хабаровского края Александр Федосов), были возведены Часовня Святителя Николая Чудотворца[18].
- В 2012 году общественным Советом по изучению и сохранению исторического наследия российского Дальнего Востока при Хабаровском ВООПИиК создан историко-мемориальный комплекс в память о первопроходцах и пограничниках[19]. Мемориал из двух стел на Шантарах посвящен защитникам рубежей Охотоморья — пограничникам, а также Ивану Юрьевичу Москвитину — кто первым вышел к Охотскому (Ламскому) морю в 1639 году, и перезимовав, на следующий год, в 1640-м, увидел и сообщил о Шантарских островах, то есть открыл их.
- В 2013 году вышел фильм «Шантарский треугольник» (реж. А. А. Ничиков).
- В 2018 году в бухте Якшина общественный Совет по изучению и сохранению исторического наследия российского Дальнего Востока при Хабаровском ВООПИиК планировали создать и открыть Музей Природы под открытым небом, посвященный истории, защите и возрождению природы Шантарского архипелага, включающий предметы на местности — немецкие жиротопки и другое оборудование для разделки ластоногих начала XX века, закупленные советской властью, а также установить: стелу — двухсторонний Памятник Природе и четыре мемориальные памятные доски: дальневосточному писателю, автору трилогии «Трагедия капитана Лигова» А. А. Вахову[20], ученому-орнитологу, защитнику Шантар Г. Е. Рослякову, академику Русской Академии наук, первому ученому-путешественнику побывавшему на Шантарах А. Ф. Миддендорфу, защитнику Шантарского моря Приамурскому генерал-губернатору П. Ф. Унтербергеру[21].

## Камни Деомида
На расстоянии около 2,5 км к югу от мыса Филиппа расположен остров (скала) Камни Деомида.54°35′52″ с. ш. 137°40′43″ в. д.